# 일라이 휘트니

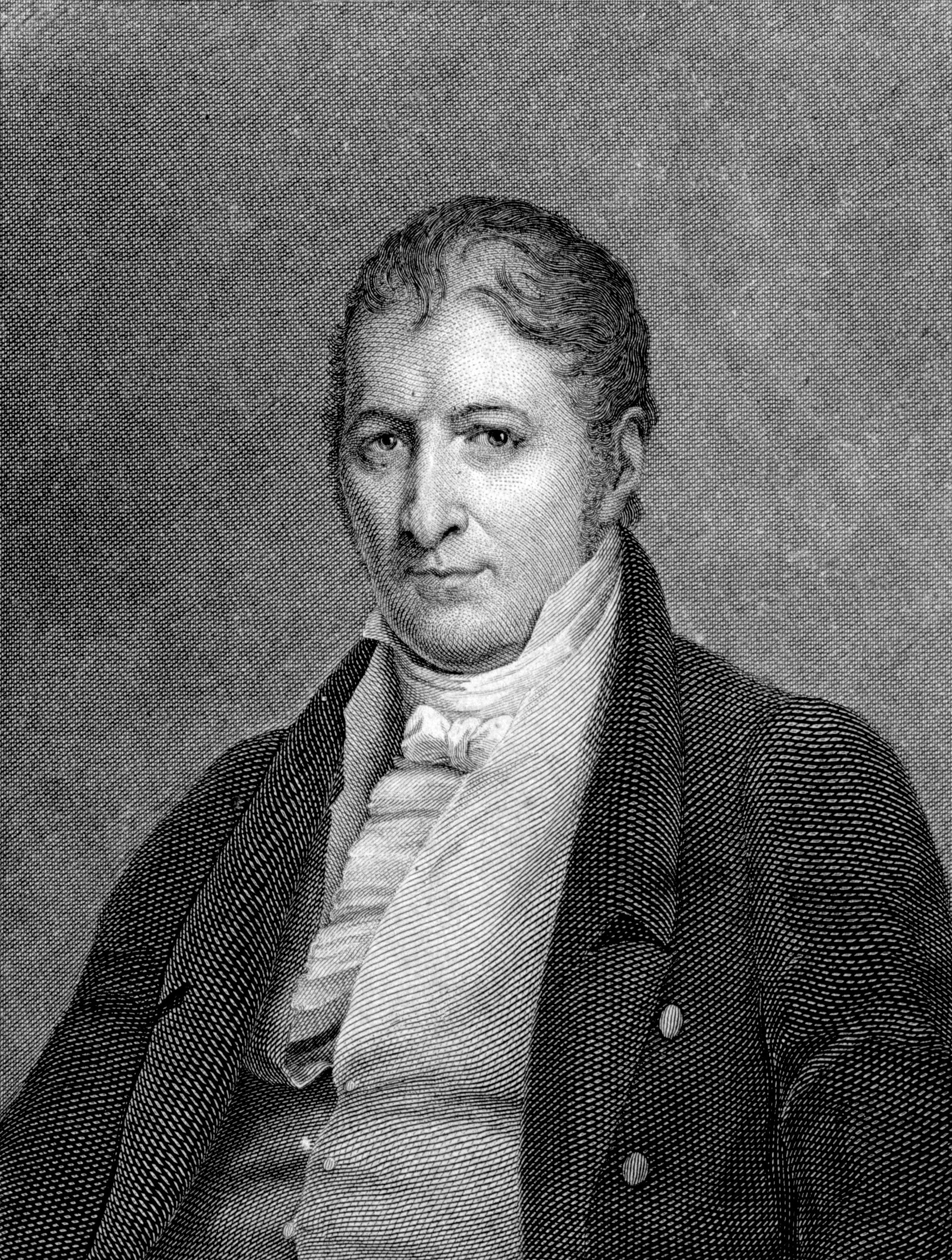
일라이 휘트니

일라이 휘트니(Elias (Eli) Whitney, 1765년 12월 8일~1825년 1월 8일)는 미국의 공학자 및 발명가였다. 1793년 면화의 씨앗을 분리하는 조면기를 발명하였다. 1798년 호환식 생산법으로 머스컷총을 제작하여 대량생산의 기초를 마련했고, 1818년 최초로 밀링머신(프레이즈반)을 만들었다.
휘트니가 개량한 조면기는 매우 혁신적이었고 구조가 단순하여 단기간에 널리 보급되었다. 그의 조면기 발명은 면화 산업의 성장을 자극했다. 미국 남부의 면화생산량을 급격히 증가하였고 본격적으로 대규모 플랜테이션 농장들이 들어서게 되었다. 이후 면화는 미국의 수출품중 절반을 차지할 정도가 되었으며 덩달아 아프리카 흑인 노예가 크게 증가하였고 노예제는 미국 남부지역에 확고히 뿌리 내리게 되었다.

## 생애
1765년 12월 8일 우스터군 (매사추세츠주) 웨스트보로에서 부유한 농부인 엘리 휘트니 시니어와 그의 아내인 웨스트버러 출신 엘리자베스 페이 사이에서 장남으로 태어났다. 어려서부터 손재주가 뛰어나 농기구, 1륜차, 마구 등 도구와 기계들을 직접 수리하거나 도구를 만들곤 했다. 독립전쟁때 십대를 보냈는데, 전쟁으로 인해 영국에서 수입하던 물자들이 줄어들자 아버지가 운영하던 대장간에서 함께 못을 만들어 팔기도 했다. 다소 늦은 나이인 24살때 코네티컷주 뉴헤이번에 있는 예일 대학교에 진학했고 1792년 졸업했다. 조지아에서 가정교사로 일했으며, 1817년 1월 6일 헨리에터 에드워즈와 결혼해 네 아이를 두었다.

## 조면기 발명

### 조면기

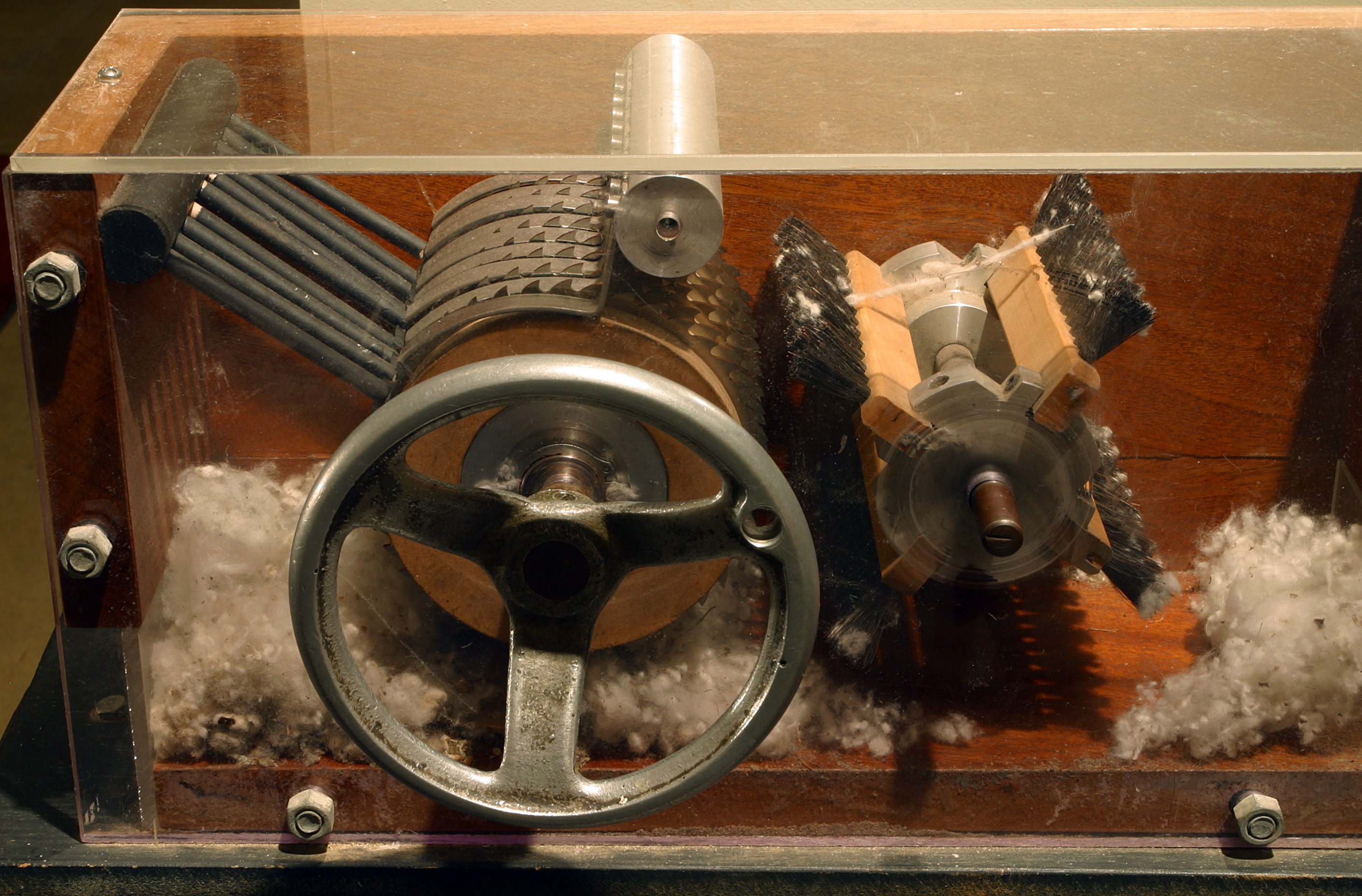
엘리 휘트니 박물관에 전시된 조면기

1793년 10월 28일 성능이 크게 개선된 조면기를 만들어 특허를 출원했고 다음해인 1794년 3월 14일에 발명특허를 취득했다. 조면기는 면화에서 씨를 제거하는 단순한 기계로, 고대 인도에서 발명된 이래 계속 사용되고 있었다. 그러나 성능 개선이 이루어지지 않아 장모품종 작업에만 사용되었을뿐 미국 남부내륙지역에서 생산되는 단모품종은 기존의 조면기로 씨앗을 제거할 수 없었다. 그래서 내륙에서 잘 자라는 단모품종 면화는 노예들이 직접 씨앗제거 작업을 했기 때문에 생산성과 수익성이 떨어졌다.

### 성능 개량
휘트니는 대학졸업후 면화농장이 많은 조지아에서 가정교사를 하고 있었다. 부업으로 면화농장의 기계수리를 하던중에 기존의 조면기를 개량하여 1793년에 단모품종도 씨앗제거가 가능한 조면기를 개발하게 되었다. 그의 조면기는 톱날 모양의 이를 가진 원통과, 목화씨보다 약간 작은 홈이 나있다. 원통을 회전시키면 원통의 둘레에 박혀 있는 톱날 모양의 뾰족한 철사끝이 홈 위에 있는 목화의 면모(綿毛)만을 홈을 통해서 밖으로 뽑아내고, 씨는 홈 위에 남는 단순한 구조였다.

### 보급과 영향
개량된 조면기는 하루에 50명분의 작업량을 소화해냈으며, 훗날 더욱 성능을 개량한 모델은 초창기의 조면기에 비해서 일의 효율이 50배나 향상되었다. 휘트니의 조면기가 널리 보급되면서 미국의 면 생산량은 크게 증가하였다. 발명한지 1년 만에 미국의 면 수확량은 50만 파운드에서 80만 파운드로 증가했다. 이어 1800년에는 350만 파운드, 1810년에는 9,300만 파운드, 1825년에는 2억 2,500만 파운드, 1860년에는 23억 파운드를 기록했다. 기존에 남부지역의 주요작물이었던 담배가 과잉생산으로 값이 폭락하였는데 그 대체작물로 면화가 부상하며 급격히 재배면적이 늘어나 남부는 면화왕국이 되었다. 당시 전세계적으로 양모 대신 면직물으로의 의복혁명이 일어나고 있었기 때문에 면화의 수요는 폭발적이었다. 면화는 장기보관과 장거리 운송이 용이하다는 큰 장점도 있었다.
급격히 생산량이 늘어나면서 미국 남부내륙지역은 단일 작물을 대규모로 재배생산하는 플랜테이션 농장들이 본격적으로 들어서기 시작했다. 1820~1860년에 면은 미국 수출의 절반 이상을 차지하며 최고 수출품이 되었고 영국에서 필요한 면의 약 80%를 미국 남부가 제공했다. 담배생산 감소로 한동안 감소세를 보이던 흑인노예 수도 계속해서 늘어났다. 미국 남부지방의 노예 수는 1790년에 약 70만 명이었지만, 조면기가 발명된 이후에 급속히 증가하여 1850년에는 320만 명을 기록했다. 노예 가격도 1790년 300달러에서 1850년 2,000달러로 뛰었다. 흑인 노예에 대해 북부보다 더 동정적이던 남부인들의 생각도 변하여 노예제도 폐지론은 자취를 감추었다. 수탈과 인권 말살, 지독한 인종 차별이 발생하였고 노예제가 남부지역에 확고하게 뿌리를 내리게 되었다.

### 소송과 부도
휘트니의 조면기는 실용적이고 혁신적이기는 했지만, 매우 단순한 구조를 가진 기계로 다른 사람들이 쉽게 복제품을 만들 수 있었고 이로 인해 널리 보급되었다. 1790년에 제정된 특허법에 따라 특허를 받았지만, 수익의 40%를 로얄티로 요구한 욕심때문인지 실제적인 효력을 발휘하지는 못했다. 특허 침해자를 상대로 소송을 했으나 비용만 지출될뿐이었다. 1794년에 5만 달러를 자본금으로 하여 코네티컷에 조면기 공장을 세웠다. 그러나 사업은 순탄치 못했고 1795년에 공장이 화재로 전소되는 불운도 겹쳤다. 재기하여 조면기 생산에 다시 도전했으나, 결국 1797년에 공장문을 닫으며 사업에 실패하고 말았다.

### 평가
혁신적인 기계 하나로도 역사의 물줄기는 바꾸어 놓았다는 평가도 있다. 이 단순한 기계는 미국 남부의 목화산업 생산성을 최대 1천500배까지 늘린 미국 산업혁명의 견인차 중 하나였다. 특허사용료를 지불하지 않고 이 기계로 모방하여 사용한 목화업자들만 부를 축적했고 정작 발명자 휘트니는 사업에 실패하며 돈을 벌지 못했다. 또한 플랜테이션 농업경영 방식이 도입되면서 필요한 노동력을 보충하기 위해 노예수요의 급증을 초래하였고 이는 남북전쟁의 도화선으로 작용하기도 했다.